# Aldus Roger Plays the French Music of South Louisiana
| Recensione | Giudizio |
| ---------- | -------- |
| AllMusic   |          |

Aldus Roger Plays the French Music of South Louisiana è il primo album del fisarmonicista cajun Aldus Roger, pubblicato dall'etichetta discografica La Louisianne Records nel 1964.

## Tracce

### LP
Lato A
1. I Passed by Your Door (Tradizionale)
2. Lacassine Special (Tradizionale)
3. Grand Mamou (brano strumentale) (Leo Soileau)
4. Flames of Hades (Tradizionale)
5. Steppin' Fast (brano strumentale) (Tradizionale)
6. Chere Tut-Tut (Tradizionale)

Lato B
1. Lafayette Two-Step (Tradizionale)
2. Fi-Fi Fonceaux (brano strumentale) (Tradizionale)
3. The Unlucky Waltz (Tradizionale)
4. Over the Waves (Tradizionale)
5. Jambalaya (Hank Williams)
6. Johnny Can't Dance (brano strumentale) (Tradizionale)

## Formazione
- Aldus Roger – accordion
- Doc Guidry – fiddle
- Doc Guidry – fiddle solo (brano: Over the Waves)
- Fernice (Fernest) "Man" Abshire – batteria
- Fernice (Fernest) "Man" Abshire – voce solista (brani: I Passed by Your Door, Flame of Hades, Cher Tut-Tut e Lafayette Two-Step)
- Johnny Credeur – chitarra
- Johnny Credeur – voce solista (brano: Jambalaya)
- Phillip Alleman – chitarra steel
- Phillip Alleman – voce solista (brani: Lacassine Special e The Unlucky Waltz)
- Sconosciuto – basso

Note aggiuntive
- Carol J. Rachou – produttore, ingegnere delle registrazioni
- Registrazioni effettuate al La Louisianne Recording Studios di Lafayette, Louisiana (Stati Uniti)[2]